# Saint-Priest (Métropole de Lyon)
Saint-Priest is een gemeente in de Franse Métropole de Lyon (regio Auvergne-Rhône-Alpes). De gemeente telde 49.193 inwoners op 1 januari 2022. De plaats maakt deel uit van het arrondissement Lyon.

## Geschiedenis

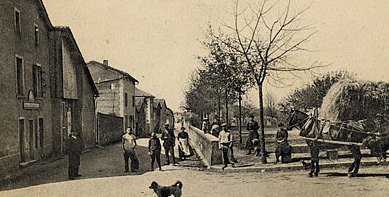
Saint-Priest, ca. 1900

In de middeleeuwen behoorde een groot deel van de toekomstige gemeente toe aan de Abdij van Ainay. In 1336 deed deze abdij een schenking aan Humbert Richard, die de eerste heer van Saint-Priest werd. Hij bouwde een versterkt huis op een plaats waar sinds de 11e eeuw een kerk had gestaan en waar al bewoning was sinds de Gallo-Romeinse periode. In 1645 verkocht een telg van de familie Richard Saint-Priest aan Jacques Guignard. De familie Guignard behield het kasteel van Saint-Priest in haar bezit tot 1838 en in deze periode liet ze het kasteel verschillende keren verbouwen. Het kasteel had daarna verschillende eigenaars waaronder een kloosterorde, tot de gemeente het in 1938 aankocht.
Het Fort van Saint-Priest werd gebouwd in 1888 op een heuvel en was een van de 24 forten van de fortengordel rond Lyon. Rond 1900 was het fort al verouderd en het zag nooit actie.
Aan het begin van de 20e eeuw was Saint-Priest nog een grotendeels landelijke gemeente met ongeveer 2.000 inwoners. De bevolking was actief in de groententeelt, de wijnbouw en de veeteelt en daarnaast waren er enkele fabrieken. Tijdens het interbellum vestigde zich volop industrie in de gemeente en kwam er een grote bevolkingsgroei, met inwijkelingen uit de omgeving maar ook uit Italië en Spanje. Deze bevolkingsgroei en verstedelijking zetten zich voort na de Tweede Wereldoorlog.

## Geografie
De oppervlakte van Saint-Priest bedroeg op 1 januari 2022 29,71 vierkante kilometer; de bevolkingsdichtheid was toen 1.655,8 inwoners per km².
De onderstaande kaart toont de ligging van Saint-Priest met de belangrijkste infrastructuur en aangrenzende gemeenten.

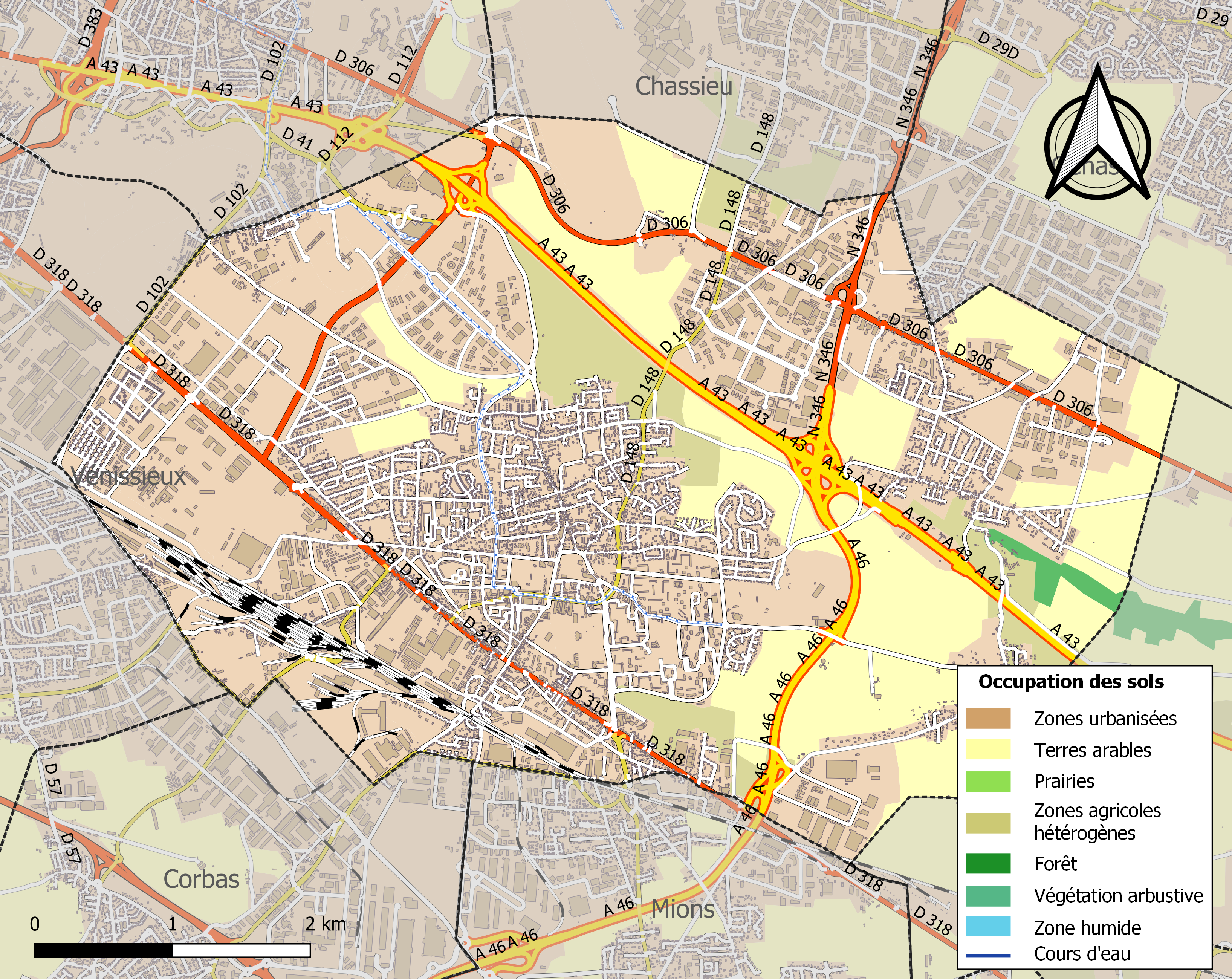

## Verkeer en vervoer
In de gemeente ligt spoorwegstation Saint-Priest.
De lijn T2 van de tram van Lyon loopt door de gemeente.
De autosnelwegen A43 en A46 lopen door de gemeente.

## Demografie
Onderstaande figuur toont het verloop van het inwonertal (bron: INSEE-tellingen).

## Geboren
- Ève Périsset (1994), voetbalster
- Delphine Cascarino (1997), voetbalster
- Estelle Cascarino (1997), voetbalster

Albigny-sur-Saône · Bron · Cailloux-sur-Fontaines · Caluire-et-Cuire · Champagne-au-Mont-d'Or · Charbonnières-les-Bains · Charly · Chassieu · Collonges-au-Mont-d'Or · Corbas · Couzon-au-Mont-d'Or · Craponne · Curis-au-Mont-d'Or · Dardilly · Décines-Charpieu · Écully · Feyzin · Fleurieu-sur-Saône · Fontaines-Saint-Martin · Fontaines-sur-Saône · Francheville · Genay · Givors · Grigny · Irigny · Jonage · Limonest · Lissieu · Lyon · Marcy-l'Étoile · Meyzieu · Mions · Montanay · La Mulatière · Neuville-sur-Saône · Oullins-Pierre-Bénite · Poleymieux-au-Mont-d'Or · Quincieux · Rillieux-la-Pape · Rochetaillée-sur-Saône · Saint-Cyr-au-Mont-d'Or · Saint-Didier-au-Mont-d'Or · Sainte-Foy-lès-Lyon · Saint-Fons · Saint-Genis-Laval · Saint-Genis-les-Ollières · Saint-Germain-au-Mont-d'Or · Saint-Priest · Saint-Romain-au-Mont-d'Or  · Sathonay-Camp · Sathonay-Village · Solaize · Tassin-la-Demi-Lune · La Tour-de-Salvagny · Vaulx-en-Velin · Vénissieux · Vernaison · Villeurbanne